# Il grande veleno (film 1928)
Il grande veleno (The Physician) è un film muto del 1928 diretto da Georg Jacoby.
Girato nel Regno Unito per la Gaumont British Picture Corporation, fu l'esordio di David Lean come aiuto regista di Jacoby. Il soggetto è tratto da un lavoro teatrale di Henry Arthur Jones che fu sceneggiato da Edwin Greenwood. Gli interpreti furono Miles Mander, Ian Hunter e, come protagonista femminile, l'attrice Elga Brink, moglie di Jacoby.

## Produzione
Il film fu prodotto da Maurice Elvey e Gareth Gundrey per la Gaumont British Picture Corporation.

## Distribuzione
Nel Regno Unito fu distribuito dalla Gaumont British Distributors uscendo in prima a Londra il 15 maggio 1928. Negli Stati Uniti fu distribuito dalla Tiffany Productions e in Francia dalla Société des Etablissements L. Gaumont.